# جون براونجون
جون براونجون (بالإنجليزية: John Brownjohn)‏ (11 أبريل 1929 - 9 يناير 2020)، هو مترجم بريطاني. قام بترجمة أكثر من 160 كتابًا، وفاز بجائزة «جائزة شليغل تيك» للترجمة الألمانية ثلاث مرات وجائزة «جائزة هيلين وكورت وولف للمترجمين» مرة واحدة. تعاون أيضًا مع المخرج رومان بولانسكي في عدة أفلام.
ولد براون جون في ريكمانسوورث، هيرتفوردشاير عام 1929. وتوفي في 9 يناير 2020 عن عمر يناهز 90 عامًا.

## روابط خارجية
- جون براونجون على موقع IMDb (الإنجليزية)
- جون براونجون على موقع قاعدة بيانات الأفلام العربية
- جون براونجون على موقع ألو سيني (الفرنسية)
- جون براونجون على موقع أول موفي (الإنجليزية)
- جون براونجون على موقع قاعدة بيانات الأفلام السويدية (السويدية)
- جون براونجون على موقع قاعدة بيانات الفيلم (الإنجليزية)
- جون براونجون على موقع كينوبويسك (الروسية)